# Serch
Serch war ein amerikanisches Volumenmaß für Steine. 
- 1 Serch = 25 Kubikfuß = 708 Liter